# Rothe (slægt)
Rothe er en gammel fra øvre Kurpfalz stammende slægt.

## Historie
Slægten kom til Danmark med Carl Adolph Rothe (1689-1766), som blev regimentskvartermester og virkelig kancelliråd. Han var fader til landsdommer i Nørrejylland, etatsråd Casper Peter Rothe til Urup (1724-1784), der udgav forskellige, stærkt kritiserede historiske arbejder, blandt andet Brave danske Mænds og Kvinders berømmelige Eftermæle, og til filosoffen Tyge Jesper Rothe (1731-1795). Den første af disse brødre var fader til sognepræst ved Trinitatis Kirke, dr.theol. Waldemar Henrik Rothe (1777-1857) og til generalmajor, kammerherre Harald Rothe til Aggersvold (1781-1848). Sidstnævnte blev ved patent af 14. juli 1809 optaget i den danske adel; hans eneste søn, kammerherre Carl Peter Rothe (1810-1870), døde barnløs.
Blandt den nævnte sognepræsts sønner skal her anføres stiftsprovst Peter Conrad Rothe (1811-1902) og orlogskaptajn (kommandør) Hans Peter Rothe (1813-1905), kendt som chef for Rolf Krake under tyskernes overgang til Als og skarpt bedømt for sine dispositioner under denne, skønt han fuldstændig frifandtes ved en krigsret. Ovennævnte T.J. Rothe var fader til deputeret i det slesvig-holstenske Kancelli, medlem af Universitetsdirektionen, gehejmekonferensråd Andreas Bjørn Rothe (1762-1840), der forfattede flere juridiske skrifter, til kontreadmiral, kammerherre Carl Adolph Rothe (1767-1834), som deltog med udmærket tapperhed i slaget på Reden, 1808 var næstkommanderende på linjeskibet Prins Christian Frederik under kampen ved Sjællands Odde, og som 1820-22 var midlertidig guvernør på De vestindiske Øer, og endelig til kommitteret i Rentekammeret, konferensråd Christian Rothe til Lerchenfeld (1770-1852).
Gehejmekonferensrådens søn, højesteretsassessor, konferensråd Christian Rothe (1790-1858), var fader til oberst, kammerherre Andreas Bjørn Rothe (1818-1877), der året før sin død blev hofchef hos Kronprins Frederik. Kontreadmiralens søn, viceguvernør i Vestindien, kammerherre Louis Rothe (1811-1871), blev fader til kammerherre Carl Adolph Rothe (1844-1924), der 1893-1918 var forretningsfører for Statsanstalten for Livsforsikring, og til ritmester, kammerherre William Carlton Rothe (1852-1926), som 1904 blev hofchef hos Kronprins Christian og 1912 hofmarskal efter dennes tronbestigelse. Blandt nævnte konferensråd Christian Rothes sønner skal nævnes lektor i fransk sprog og litteratur ved Sorø Akademi, professor Ludvig August Rothe (1795-1879), sognepræst, dr.theol. Wilhelm Rothe (1800-1878), gartneren, etatsråd Rudolph Rothe (1802-1877), jernbanedirektøren, konferensråd Viggo Rothe (1814-1891) og kommandør Andreas Bjørn Rothe (1825-1874).
Af disse brødre var dr. Wilhelm Rothe farfader til grosserer, direktør i forsikringsaktieselskabet »National« Tyge Jesper Rothe (1877-1970), der var handelsminister i ministeriet Neergaard 1920-22, etatsråd Rudolph Rothe fader til slotsgartner Tyge Rothe (1834-1887) og til kontorchef i Statsbanernes revision Johannes Rothe (1836-1915), hvis sønner var Eigil Rothe (1868-1929), der udstillede som figurmaler og indlagde sig fortjenester som konservator ved Nationalmuseet, i hvilken egenskab han restaurerede en lang række middelalderlige kalkmalerier i danske kirker, og kaptajn Holger Rothe (1872-1944), som var direktør i Store Nordiske Telegrafselskab 1910-23.
Nævnte kommandør Andreas Bjørn Rothe var endelig fader til dr.phil. Carl Ludvig Kirstein Rothe (1859-1923), som var redaktør af Berlingske Tidende 1896-99 og af Samfundet 1900-02. Rothesgade på Østerbro i København er opkaldt efter ham, idet hans landsted Nøjsomhed lå her.
Christian Rothe (1770-1852) til Lerchenfeldt var fader til sognepræst Vilhelm Rothe (1800-1878), som var fader til vinhandler og grosserer Christian Ewald Rothe (1848-1913), som var fader til handelsminister Tyge Jesper Rothe (1877-1970) og sognepræst og forfatter Oluf Skram Rothe (1880-1966), som var fader til skuespiller og advokat Bendt Vincentz Christian Rothe (1921-1989), som var fader til retspræsident Henrik Vilhelm Riis Rothe (født 1949).

### Forbindelser til slægten Stampe
Derudover kan nævnes, at mænd af slægten Stampe i hele tre generationer i træk giftede sig med kvindelige medlemmer af slægten Rothe: Justitsråd Oluf Stampe til Skørringe (1717-1785) ægtede Maria Rothe (1739-1811, datter af kancelliråd Carl Adolph Rothe); hans søn, kammerherre Carl Adolph Stampe til Skørringe (1765-1831) ægtede Caroline Rothe (1766-1845, datter af Tyge Rothe); hans søn, konferensråd Tyge Rothe Stampe ægtede Anna Rosine Rothe (1813-1872, datter af kontreadmiral Carl Adolph Rothe). Omvendt ægtede højesteretsassessor Christian Rothe (1790-1858) Maria Stampe (1797-1848), datter af Carl Adolph Stampe.